# 柏林地鐵2號線
柏林地铁2号线（德語：U-Bahnlinie 2）是穿越德國柏林市中心的一條地鐵路線，行經潘科區、米特區與夏洛滕堡-威爾默斯多夫區。首站為潘科站，跨越施普雷河向西行駛，終站為魯勒本站，全长20.716公里。
U2線於1902年2月18日開始營運，与U1線、U3線和U4線均於1914年以前開通，是柏林地鐵最早期的四條路線之一。波茨坦广场站至动物园站之间的路線曾属于柏林最早的地铁「Stammstrecke」，于1902年建成。